# María Pantoja Sánchez
María Pantoja Sánchez (Huántar, 7 de agosto de 1953; alias Camarada Doris) es una socióloga, política y terrorista peruana, miembro de Sendero Luminoso.

## Biografía
Fue detenida junto al líder terrorista Abimael Guzmán el 12 de septiembre de 1992 en la Operación Victoria. Fue sindicada como la número 3 dentro de la jerarquía del partido político y organización terrorista.
En febrero de 2022 la Corte Suprema de Perú ratificó la condena a cadena perpetua de Pantoja por el atentado de Tarata y ser miembro del Comité Central, junto al resto de la cúpula senderista.